# Non-assistance à personne en danger
La non-assistance à personne en danger est une infraction pénale qui condamne l’omission de prêter secours à une personne courant un danger. Contrairement à la plupart des normes pénales, c'est une infraction d'omission et non de commission, c'est-à-dire que l'auteur n'agit pas alors qu'il aurait dû le faire.
Cette notion existe dans plusieurs pays et varie selon les différentes législations.

## Caractéristiques de l'assistance demandée
Le champ de l'assistance pouvant être apportée est très vaste : il dépend du type de danger encouru, mais également des capacités de la personne pouvant apporter son aide.
Ainsi, il ne sera pas demandé le même niveau d'aide pour secourir un blessé de la route à un simple passant (qui devra appeler des secours) qu'à un médecin (qui devra apporter des soins).
Dans des pays aux législations contraignantes en la matière, la simple non-dénonciation d'un crime ou d'un délit sur les personnes qui s'apprête à être commis s'apparente à de la non-assistance.
L'assistance peut également être limitée par d'autres textes avec lesquels elle est susceptible d'entrer en conflit. Par exemple, faut-il « voler » une bouée pour sauver une personne de la noyade, si celle-ci a des chances de s'en sortir sans ce vol.
Au-delà de la question matérielle se pose également la question morale : « une question de liberté individuelle » selon Anne Ponseille, maître de conférences à l'université de Montpellier.

## Variabilité de l'obligation
Suivant les pays, l'accent sera mis sur la responsabilité personnelle, avec le choix personnel d'aider ou non, ou alors sur la nécessité de contraindre les gens à porter secours.
Les législations vont donc varier suivant le choix des États à tantôt aller dans le sens d'une obligation d'aide, tantôt laisser ce choix au libre arbitre de chacun, au nom de la liberté individuelle.
Ainsi, le droit américain et le droit canadien ne possèdent pas d'obligation de porter secours, sauf en cas d'obligation antérieure (médecin traitant, relation parent-enfant) ou si la personne est responsable de l'état de la victime. Par contre, la Charte des droits et libertés de la personne (Québec) (art. 2) évoque cette obligation de porter secours. Les États-Unis et certaines provinces canadiennes disposent d'une loi atténuant les risques de poursuite judiciaire en cas d'intervention, connue sous la dénomination loi du bon samaritain.
À l'inverse, le droit français est très exigeant dans ce domaine.

## Droit par pays

### Allemagne
La non-assistance à personne en danger est réprimée en Allemagne selon les dispositions du code pénal allemand à l'article 323c, Unterlassene Hilfeleistung).

### Andorre
La non-assistance à personne en danger est définie au code pénal de la Principauté d'Andorre (art. 199, 278, 279, 310).

### Belgique
En Belgique, l'obligation de porter secours a été introduite par la loi du 6 janvier 1961.
L'abstention de porter secours est réprimée à l'article 422bis du code pénal.
Les conditions du devoir d'apporter son aide tiennent à deux principaux points :
- la connaissance d'un danger ;
- la possibilité d'aider sans se mettre soi-même physiquement en danger.

La non-assistance est punie jusqu'à un an de prison.

### Canada

#### Provinces de common law
La common law ne reconnaît aucune obligation de secours. Dans l'arrêt Horsley c. MacLaren, la Cour suprême du Canada refuse de reconnaître un devoir de common law de secourir une personne en détresse. Il existe des « lois du bon samaritain » dans les provinces de common law, mais ces lois visent à exonérer les personnes qui portent secours plutôt que de créer un droit au secours, comme le fait par ex. la Charte québécoise.

#### Québec
C'est en vertu de l'article 2 de Charte des droits et libertés de la personne, une loi quasi-constitutionnelle, que la notion joue sur le droit québécois :
Tout être humain dont la vie est en péril a droit au secours. Toute personne doit porter secours à celui dont la vie est en péril, personnellement ou en obtenant du secours, en lui apportant l’aide physique nécessaire et immédiate, à moins d’un risque pour elle ou pour les tiers ou d’un autre motif raisonnable.
Les limites apportées par la jurisprudence sont de trois ordres : un danger grave et immédiat, une assistance possible et une abstention démontrable. Ce concept est à la croisée de plusieurs notions : la liberté individuelle, le droit à la sécurité, l'infraction d'homicide involontaire.
En outre, l'article 1471 du Code civil du Québec exonère de responsabilité les personnes qui portent secours : «  La personne qui porte secours à autrui ou qui, dans un but désintéressé, dispose gratuitement de biens au profit d’autrui est exonérée de toute responsabilité pour le préjudice qui peut en résulter, à moins que ce préjudice ne soit dû à sa faute intentionnelle ou à sa faute lourde. »

### Chine
En Chine, la question faisait débat en 2011.

### France
La non-assistance est définie dans le code pénal français.
L'engagement a lieu si :
- la personne a connaissance du danger ;
- elle est en mesure d'agir ;
- l'action ne présente pas de danger pour la personne ou pour un tiers.

Pour ces raisons, la loi française va distinguer :
- l'abstention volontaire de porter assistance à une personne en péril (art. 223-6, al.2),
- la non-assistance à une personne victime d'un crime ou d'un délit contre l'intégrité corporelle de la personne (art.223-6, al.1).

#### Historique
La première apparition législative de cette obligation remonte au projet de réforme du code pénal élaboré en 1934 en son article 108 puis à l’article 251, mais ce projet de nouveau code pénal est abandonné.  Cette disposition légale a été instaurée par le régime de Vichy dans un acte dit « Loi du 25 octobre 1941 ».

#### Formulation du Code pénal
Le deuxième alinéa de l'article 223-6 du code pénal (art. 63-1 de l'ancien code pénal) condamne l'abstention volontaire de porter assistance à une personne en péril. Cette disposition s'accompagne d'une atténuation de la responsabilité pénale (art. 122-7) si l'action du sauveteur avait des conséquences néfastes, à condition que les moyens employés soient proportionnés au danger :

##### Art. 223-6, al. 2
Sera puni des mêmes peines [cinq ans d'emprisonnement et 75 000 euros d'amende] quiconque s'abstient volontairement de porter à une personne en péril l'assistance que, sans risque pour lui ou pour les tiers, il pouvait lui prêter soit par son action personnelle, soit en provoquant un secours.

##### Art. 122-7
N'est pas pénalement responsable la personne qui, face à un danger actuel ou imminent qui menace elle-même, autrui ou un bien, accomplit un acte nécessaire à la sauvegarde de la personne ou du bien, sauf s'il y a disproportion entre les moyens employés et la gravité de la menace.

### Maurice
À Maurice, la non-assistance à personne en danger constitue également un délit.

### Suisse
En Suisse, l'article 128 du code pénal condamne toute personne qui n'aurait pas porté secours à quelqu'un qu'elle aurait blessé ou qui serait en danger de mort, dans la mesure de ses capacités. Entre 20 et 30 personnes sont condamnées chaque année pour n'avoir pas porté secours.

### Tunisie
En Tunisie, l'obligation de porter secours est imposée par les textes[Lesquels ?]. Ainsi, en illustrant cette obligation, lorsque des centres de soins ont refusé d'aider des personnes atteintes du covid, une plainte a été déposée pour non-assistance à personne en danger.